# Cheilanthes robusta
Cheilanthes robusta là một loài thực vật có mạch trong họ Adiantaceae. Loài này được (Kuntze) R.M. Tryon miêu tả khoa học đầu tiên năm 1942.